# 松本正道
松本 正道（まつもと まさみち、1950年 - ）は、日本のシネマテーク・ディレクターである。現在、アテネ・フランセ文化センター主任、映画美学校代表理事、コミュニティシネマセンター理事、川喜多記念映画文化財団評議員、日本大学文理学部非常勤講師。広島県出身。

## 来歴・人物
1979年から、東京のシネマテークであるアテネ・フランセ文化センターの主任（プログラム・ディレクター）として、広い視野から選定した世界の映画を年間200本以上も上映し、それまで日本であまり知られてこなかったダニエル・シュミット、ジャック・リヴェット、ストローブ＝ユイレらの作品や、古典映画の名作を系統的に広く紹介してきた。また、1991年から1998年にかけて行われた「淀川長治映画塾」の企画を担当した他、映画監督を囲むシンポジウムや研究会のコーディネーターを多数務めてきた。（なお、苗字が同じであるため時々間違われるが、アテネ・フランセ校長の松本悦治とは親戚関係ではない。）
1997年には、ユーロスペース代表の堀越謙三と共に映画美学校を設立し、映画監督らを講師に迎えて映画製作をはじめとする映像芸術教育を行う。
また、コミュニティシネマ支援センター（現：コミュニティシネマセンター）の運営委員長として日本国内の地方上映活動を支援する活動を行ってきた。
こうした経緯から多数の映画監督と親交があり、黒沢清監督作品の『大いなる幻影』(1999年)には俳優として出演している。
編著に『芸術経営学講座4 映像編』（東海大学出版会、1994年）がある。

## 年譜
- 1979年 - アテネ・フランセ文化センター主任（現職）
- 1989年 - フランス革命200年記念映画祭コーディネーター
- 1992年 - 第5回東京国際映画祭国際映像シンポジウム総合司会
- 1993年 - 第6回東京国際映画祭国際映像シンポジウム総合司会
- 1994年 - ダニエル・シュミット監督作品『書かれた顔』アソシエイト・プロデューサー
- 1997年 - 映画美学校代表理事（現職）
- 1998年 - 日本大学文理学部非常勤講師（現職）
- 2003年 - ハンガリー映画祭実行委員、コミュニティシネマ支援センター運営委員長（～2009年）
- 2004年 - 文化庁・フィルムセンターの在り方に関する検討会協力者（～2005年）
- 2007年 - 日本芸術文化振興会・芸術文化振興基金運営委員会・映像芸術部会・記録映画専門委員会委員（～2008年）
- 2008年 - フランス芸術文化勲章シュヴァリエ受章[2]
- 2009年 - 第27回川喜多賞受賞[3]、第22回東京国際映画祭コンペティション国際審査委員、日本芸術文化振興会・芸術文化振興基金運営委員会・映像芸術部会・記録映画専門委員会主査（映像芸術部会委員兼任）、コミュニティシネマセンター理事（現職）
- 2010年 - 文化庁・平成22年度芸術団体人材育成支援事業協力者会議（映画部門）委員、川喜多記念映画文化財団評議員（現職）